# Klockaretorpet
Ej att förväxla med Klockartorpet i Västerås.

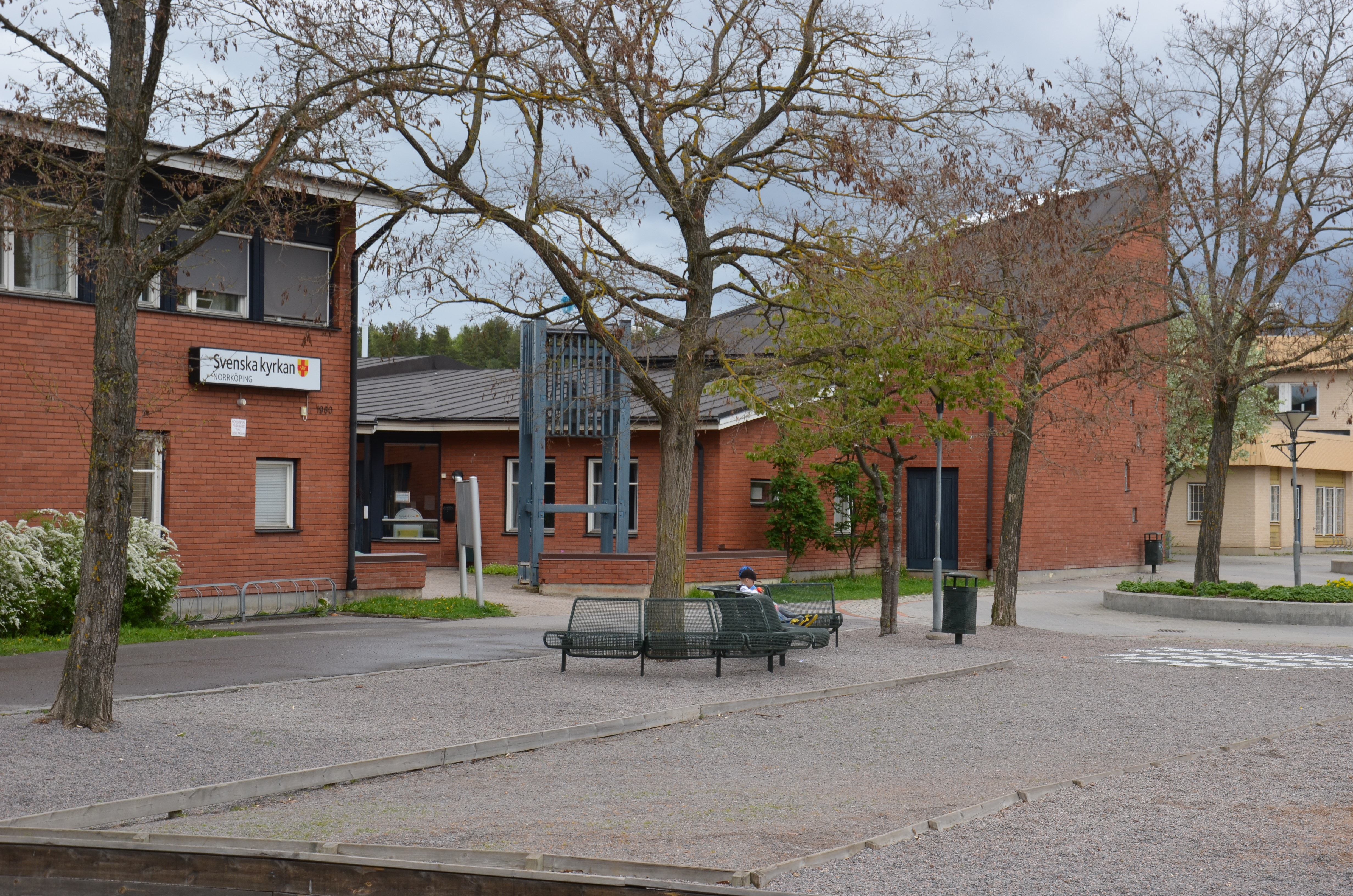
Torget i Klockaretorpets centrum med Klockaregårdens kyrka och församlingshem

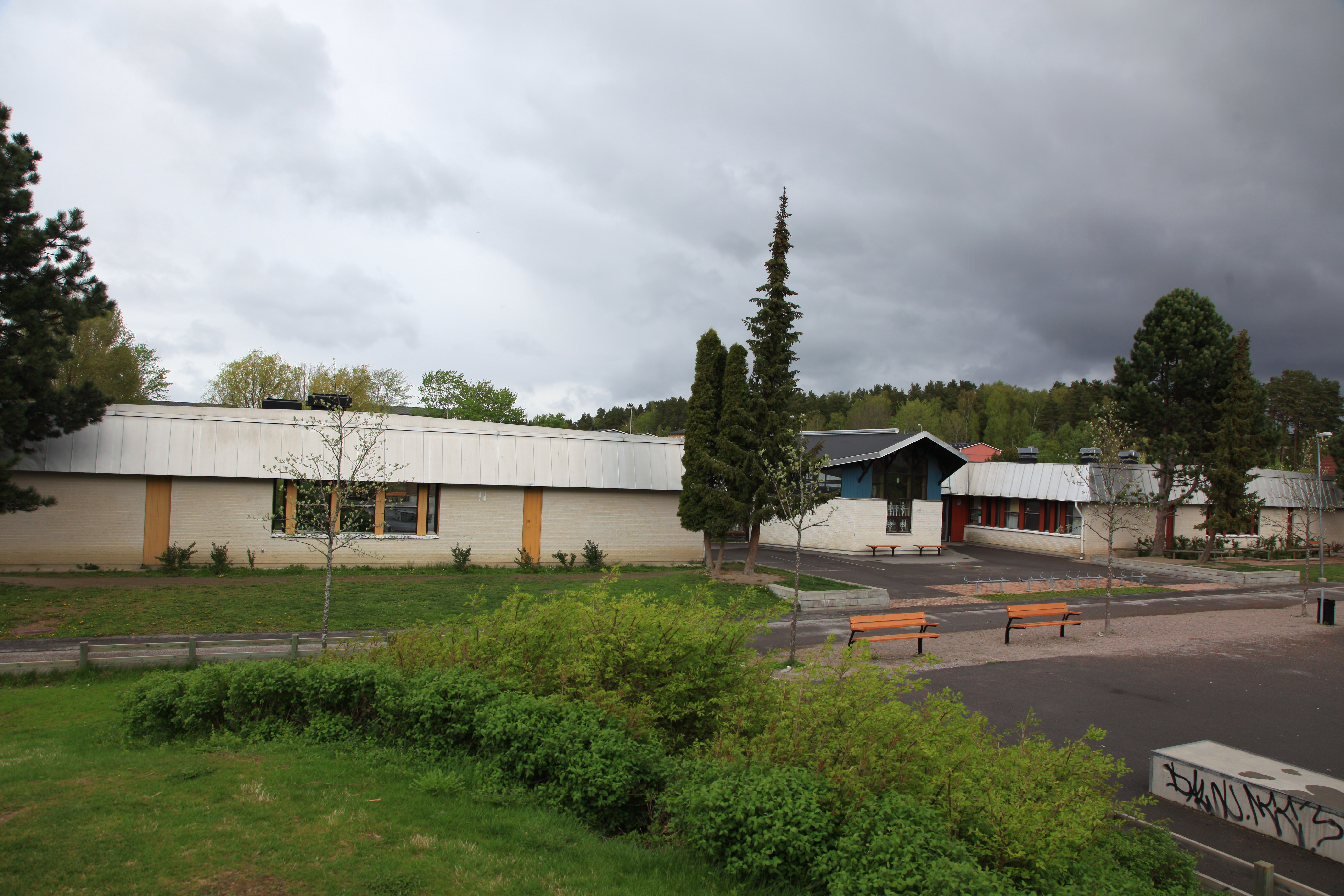
Klockaretorpsskolan

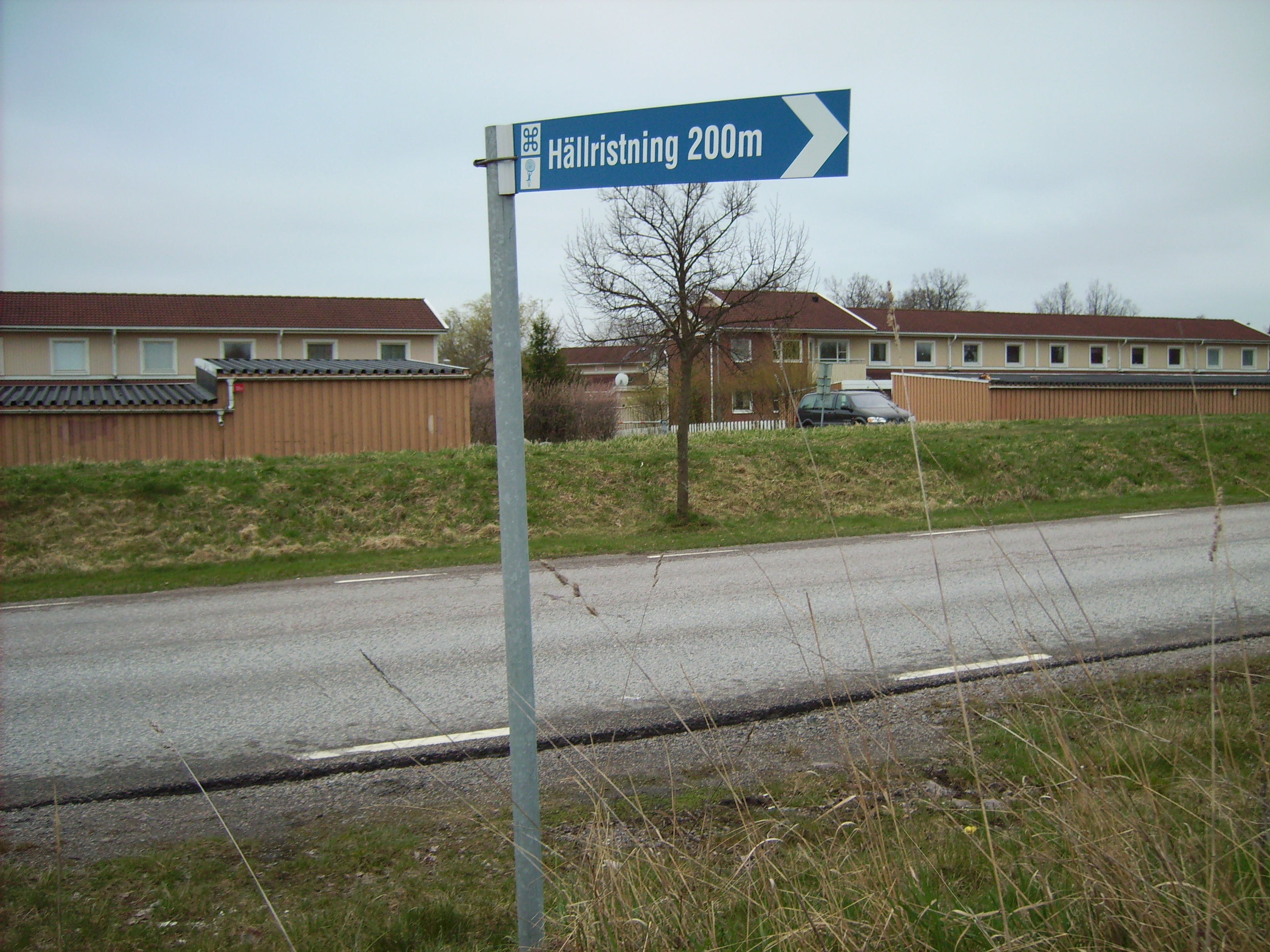
Skylt till Klockaretorpets hällristningar

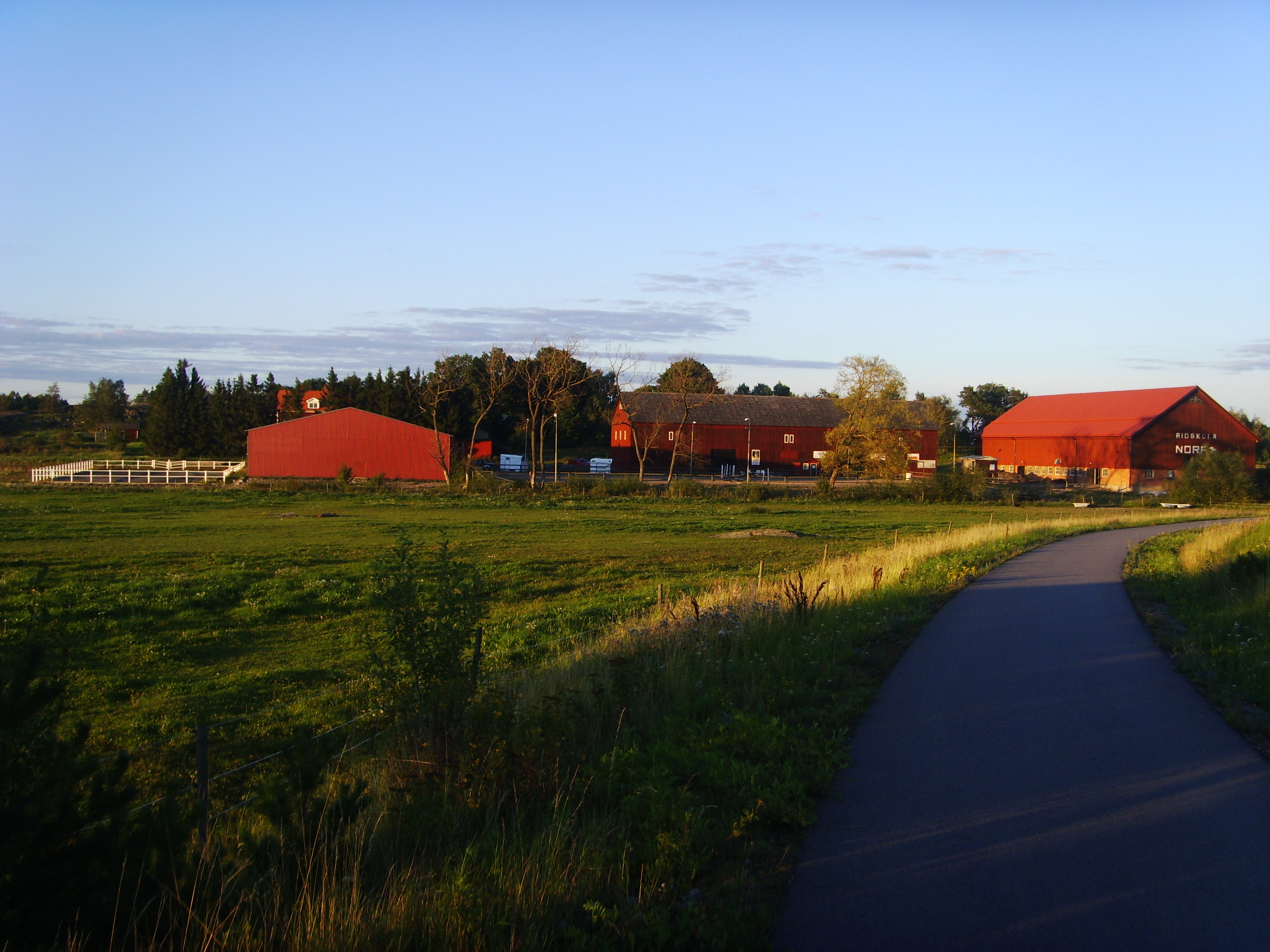
Norrköpingsortens ryttarförenings ridskola vid Skälvs gård

Klockaretorpet är en stadsdel i sydvästra delen av Norrköping.
Klockaretorpet byggdes under perioden 1975–1985. Området består av huvudsakligen hyresradhus samt enstaka villor och ett fåtal flervåningshus. En stor del av radhusområdet ritades av Hans Gade.

## Historik
Området var redan på stenåldern en attraktiv boplats, vilket visat sig genom fynd från äldre och yngre stenåldern. I området finns en del hällristningar. 
På en tallbeklädd bergrygg belägen mellan Klockaretorpets centrum och Borgsmoskolan finns så kallade isräfflor. De 30–40 cm djupa isräfflorna, som bildades under den senaste istiden, är mycket ovanliga i Sverige.
Klockaretorpet var till en början bara ett arbetsnamn från en fastighet i den centrala delen av området och det fastställdes som officiellt namn när Klockaretorpet blev en egen stadsdel 1974. Torpet finns omnämnt redan på 1700-talet och har sannolikt fått sitt namn av att klockaren i Borgs kyrka bodde där.
Klockaretorpet började byggas 1974. Det hade då börjat bli svårt att hyra ut lägenheter i områden med stora hyreshus och Norrköping hade en låg andel småhus. Därför projekterades Klockaretorpet för 2 400 markbostäder i täta radhusområden och man tog tillvara på erfarenheterna av Atriumområdet i Navestad. Eftersom kommunens folkmängd inte växte i lika snabb takt som väntat byggdes dock bara 1 700 av de planerade bostäderna och i mindre etapper under 13 års tid.
1970 skrevs en motion i stadsfullmäktige om att det saknades ”gator, platser eller parker med namn på personer, som gjort betydande insatser inom kommunalpolitiken, industrien, kulturen, stats- och frikyrkorörelsen, nykterhetsrörelsen, idrottsrörelsen” i Norrköping. Enligt förslaget borde därför gatorna i någon av de nya stadsdelarna namnges ”efter framstående män och kvinnor från tidigare skeden i Norrköpings historia”. Den ende som pekades ut med namn i motionen var Textilarbetareförbundets tidigare ordförande Gustaf Janzén. Stadsingenjören ansåg att förslaget var mycket beaktansvärt och kunde ”berika floran av gatunamn och namn på allmänna platser i staden”. När de nya gatorna i Klockaretorpet namngavs 1974 fick således samtliga personnamn. När det gäller kvarteren är musikinstrument helt dominerande i stadsdelen.

## Kollektivtrafik
Den 2 november 1975 förlängdes Norrköpings spårvägslinje 3 till Klockaretorpet, och den förlängdes sedan inom Klockaretorpet till Tamburinens skola i november 1980. 

## Skolor
I området återfinns Klockaretorpsskolan och Tamburinens skola, vilka är skolor för årskurs 1-6. De invigdes 1976, respektive 1982 och kostade 20 miljoner kronor att bygga. Borgsmoskolan som ligger i utkanten av stadsdelen är en högstadieskola, som byggdes 1979 för 21 miljoner kronor och renoverades grundligt under 2006.

## Idrottsklubbar
IK Klockaretorpet grundades 1978 och spelar fotboll i division 5 på "Klocket IP" i anslutning till Borgsmo IP. IKK har genom åren pendlat mellan div 4 och 7.
2014 var ett framgångsrikt år med dubbla seriesegrar för seniorerna, uppstart av en fotbollsskola samt upprustning av Klocket IP.
Norrköpingsortens ryttarförening återfinns i de västra utkanterna av stadsdelen, placerad mellan gamla och nya E4. 

### Borgsmo IP
Borgsmo IP är belägen i anslutning till Borgsmoskolan och fungerar som Norrköpings huvudarena för friidrott. Arenan invigdes 1979 och är utrustad med så kallade allvädersbanor.

## Affärsverksamhet i området
Konsum etablerade sig tidigt i de äldre delarna av området. Byggnaden brann ner, men renoverades, då som samlingslokal. Konsum flyttade då till Klockaretorpets centrum där post, Klockaregårdens kyrka och vårdcentral även återfanns. Konsum och Posten lades senare ner.
Numera sker den mesta handeln i området som angränsar mot den äldre sträckningen av E4. I området finns möbelhandel, bilförsäljning och armaturförsäljning.

## Klockaretorpsskogen
I områdets sydvästra del återfinns Klockaretorpsskogen, en fin blandskog med hassel, ekar och tallar.

## Områdets status
Området uppfördes 2017 på polisens lista över utsatta områden, men kunde 2021 avföras från listan. Enligt Sveriges Radio P4 Östergötland beror den förbättrade situationen på att flera föreningar, tillsammans med kommunen, kyrkorna (S:ta Maria syrisk-ortodoxa församling, Klockargårdens kyrka (Svenska kyrkan) samt Agape som tillhör trosrörelsen) och polisen har samverkat i området för att skapa en tryggare miljö.